# Palestrina (opera)

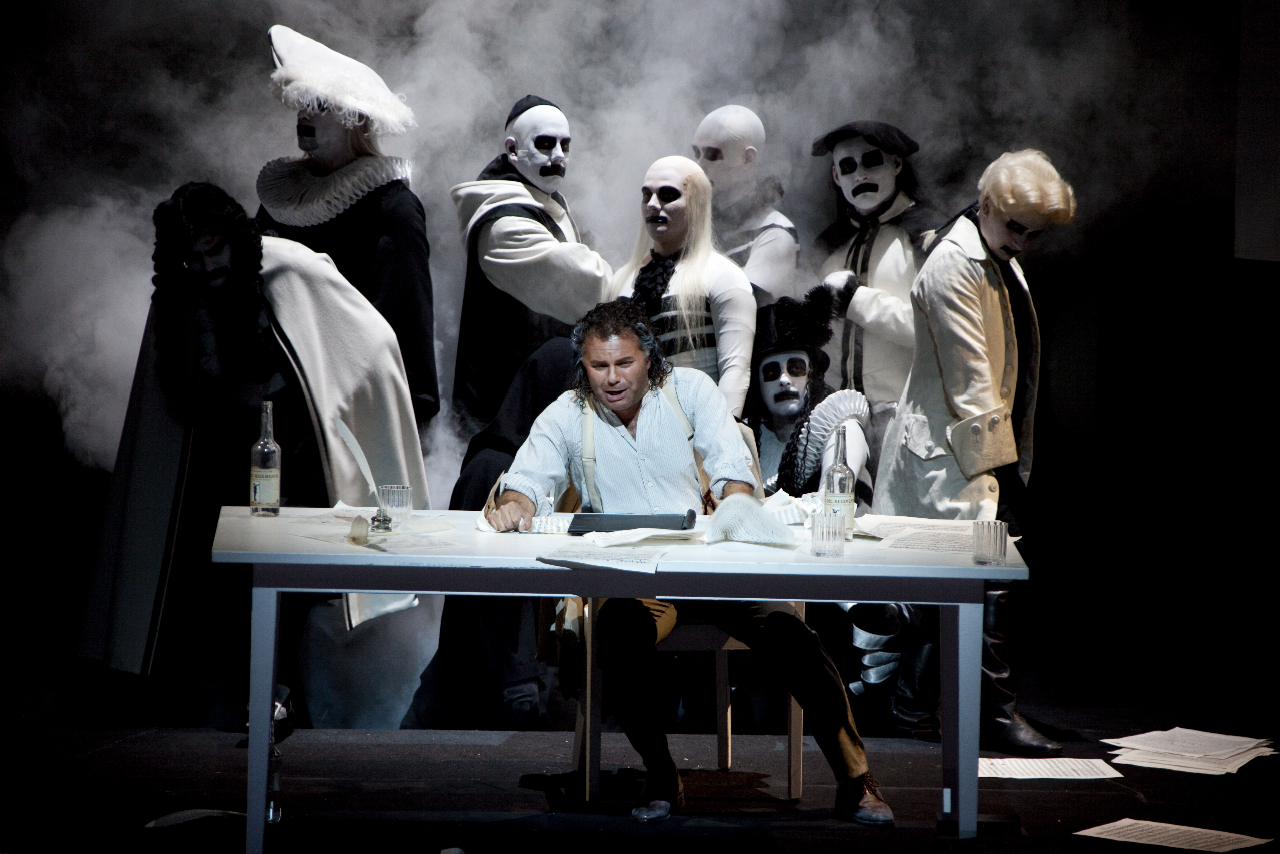
Akt 1, scen 5, från en uppsättning på Hamburgische Staatsoper 2011.

Palestrina är en opera (musikalisk legend) i tre akter med musik och libretto av Hans Pfitzner.

## Historia
Pfitzner hade i nästan 15 år haft i tankarna att skriva en opera om tonsättaren Palestrina och tillkomsten av dennes berömda Marcellusmässa. Han var färdig med texten 1911 men det tog honom fyra år att skriva musiken. Då den var färdig hade första världskriget brutit ut men dirigenten Bruno Walter ordnade en Pfitznerfestival i München och där uruppfördes operan den 12 juni 1917 på Prinzregententheater under ledning av Walter. Dess musik utnyttjar ofta senmedeltida polyfoni och har vissa stilistiska likheter med en av Pfitzners förebilder, Richard Wagners musikkomedi Mästersångarna i Nürnberg.

## Personer
- Palestrina, kompositör (Tenor)
- Skepnaden av Lukrezia, Palestrinas döda hustru (Alt)
- Ighino, deras femtonårige son (Sopran)
- Silla, hans sjuttonårige elev (Mezzosopran)
- Påven Pius IV (Bas)
- Kardinal Giovanni Morone, legat (Baryton)
- Kardinal Bernardo Novagerio, legat (Tenor)
- Carlo Borromeo, romersk kardinal (Baryton)
- Kardinal Cristoforo Madruzzo, biskop av Trento (Bas)
- Biskopen av Budoja (Tenor)
- Greve Luna, ambassadör till kungen av Spanien (Baryton)

## Handling
Pfitzner kallade operan en musiklegend och den utspelar sig i Rom och Trento år 1563 och handlar om åldrande tonsättaren Giovanni Pierluigi da Palestrina. Denne har under sitt produktiva liv utvecklat den musikaliska kontrapunkten till sin höjdpunkt. Men nu diskuterar kyrkan vid Tridentinska mötet (1563) om, att i sin antireformatoriska strävan, bannlysa polyfonin. Palestrina utsätts av kardinal Borromeo för påtryckningar om att skriva en ny mässa utan polyfoniska element. Men Palestrina står emot och fortsätter att komponera sin sexstämmiga "Missa Papae Marcelli". Gamla mästares andar visar sig och ger sitt stöd åt den vacklande och trötte Palestrina. Hans komposition blir till sist ändock godkänd av kyrkan och röner uppskattning. Men mästarens son, Ighino, väljer till faderns besvikelse, att ansluta sig till en ny musikalisk strömning och går med i Camerata Fiorentina (se Opera, Tidiga föregångare till formen). Handlingen är knappast historiskt korrekt, utan får anses som en allmän hyllning till det skapande geniet.